# Pierre Messmer
 Pierre Joseph Auguste Messmer  (Vincennes (Val-de-Marne), 20 maart 1916 – Parijs, 29 augustus 2007) was een Franse militair uit de Tweede Wereldoorlog, koloniaal bestuurder en gaullistisch politicus. Van 1972 tot 1974 was hij premier van Frankrijk.

## Levensloop
Messmer kwam uit een uit de Elzas afkomstige familie. Zijn vader was de industrieel Joseph Messmer. Eind jaren dertig volgde hij een koloniale bestuursopleiding en een opleiding in oosterse talen en behaalde de graad van doctor in de rechten in 1939.
Na de inval van de Duitsers in 1940 werd hij lid van het verzet maar week al spoedig uit naar het buitenland waar hij zich bij de Vrije Franse Strijdkrachten van generaal Charles de Gaulle voegde. Als officier in diens leger nam hij deel aan gevechten in Noord-Afrika alsook aan de landing in Normandië in juni 1944, de bevrijding van Parijs in augustus van datzelfde jaar en aan diverse andere gevechtshandelingen in Frankrijk.
Na de oorlog was hij van 1946 tot 1959 in de Franse koloniën werkzaam. Eerst in Vietnam, later in allerlei Frans-Afrikaanse landen, waar hij als gouverneur of anderszins was betrokken bij het dekolonisatieproces wat zich destijds afwikkelde.
Van 1960 tot 1969 was hij onder het presidentschap van Charles de Gaulle minister van Defensie, in welke hoedanigheid hij verantwoordelijk was voor de door president De Gaulle gewenste ontwikkeling van Frankrijk als zelfstandige kernmacht, de Force de frappe geheten, in samenhang met het verlaten door Frankrijk van de militaire afdeling van de NAVO. Toen De Gaulle aftrad, hield ook Messmer het voor gezien. Een paar jaar later kwam hij onder diens opvolger, president Georges Pompidou, terug. Van 1971 tot 1972 als minister van Staat belast met overzeese zaken, en van 6 juni 1972 tot 27 mei 1974 als premier. Tijdens zijn premierschap kreeg hij te maken met de oliecrisis van 1973, de eerste van de jaren zeventig, wat hem deed besluiten fors te investeren in kernenergie. Vanwege de ziekte van Pompidou (deze leed aan kanker) kwam veel van diens presidentieel werk op Messmer neer. Toen Pompidou begin april 1974 onverwacht kwam te overlijden, moest Messmer de maand daarop het veld ruimen voor Jacques Chirac, de nieuwe premier van de nieuw verkozen president Valéry Giscard d'Estaing.
Messmer bekleedde ook diverse andere politieke functies. Zo zat hij van 1968 tot 1988 in de Assemblée Nationale (van 1986 tot 1988 was hij ook fractievoorzitter van de gaullisten), was hij van 1971 tot 1989 burgemeester van Sarrebourg en van 1978 tot 1979 voorzitter van de regionale raad van Lotharingen. Ook was hij op Europees niveau actief, van 1979 tot 1984 zetelde hij in het Europees Parlement.
Tegen het einde en na afloop van zijn politieke loopbaan grossierde hij in (bijzondere) lidmaatschappen van allerlei prestigieuze cultureel-wetenschappelijke instellingen, zoals die van de Académie des sciences morales et politiques (vanaf 1988) en die van de befaamde Académie française (vanaf 1999).
Ook heeft Pierre Mesmer een aantal boeken van politiek-militaire aard geschreven en diverse onderscheidingen gekregen. Hij overleed op 91-jarige leeftijd.

## Onderscheidingen
- Grootkruis in het Legioen van Eer op 5 juli 1993[1]
- Lid in de Orde van de Bevrijding op 23 juni 1941[1]
- Koloniale Medaille met gespen "BIR-HAKEIM", "LIBYE", "Extrême-Orient", "Érythrée", "AFRIQUE FRANÇAISE LIBRE", "Tunisie 42-43"[1]
- Croix de guerre 1939-1945 met 6 Palmen[1]
- Verzetsmedaille[1]
- Medaille der ontsnapten[1]
- Soldatenkruis[1]
- Herinneringsmedaille aan de Oorlog 1939-1945[1]
- Officer in het Legioen van Verdienste[1]
- Commandeur in de Orde van de Glorie[1]
- Commandeur in de Koninklijke Orde van Cambodja[1]
- Grootkruis in de Orde van Sint-Olaf in 1962[1]
- Grootofficier in de Nationale Orde van Dahomey[1]

- Bibliothèque nationale de France: cb119157575 (data)
- CiNii: DA06538508
- Gemeinsame Normdatei: 119125447
- International Standard Name Identifier: 0000 0001 2118 4986
- Library of Congress Control Number: n85165951
- Nationale Bibliotheek van Polen: a0000003153658
- Nederlandse Thesaurus van Auteursnamen: 177036230
- Système universitaire de documentation: 027025292
- Trove: 1495921
- Virtual International Authority File: 4933696
- WorldCat: E39PBJwtgJMQBwtKKQWtp6cgKd